# La Vetta (pintura)
La Vetta ou La regina dei ghiacci é uma obra claramente simbolista de Cesare Saccaggi da Tortona, apresentada na X Exposição Internacional de Arte de Veneza em 1912, atualmente mantida na galeria de fotos da Fundação Cassa di Risparmio de Tortona.
O cume da montanha é representado por esta figura humana suntuosamente vestida, com edelvais nas mãos, à qual um jovem vestido de trapos e exausto, no ato de fazer seu último esforço, laboriosamente tenta agarrar-se; esta é uma cena que traduz um conceito típico da filosofia alemã do século XIX, o de "esforço" (Streben): enquanto a figura impassível simboliza a meta inatingível, a juventude exausta é o símbolo do desejo eterno do homem de se superar na continuação e no cenário metas cada vez maiores e mais difíceis.
“O caminho da glória” (1898) também pertence a esta veia simbolista de Saccaggi, que trata do mesmo tema da tensão ascendente, do esforço para alcançar uma Meta ideal, que, no entanto, escapa continuamente.
Este trabalho também descreve o que aconteceu com as mulheres na arte entre o final do século XIX e o início do século XX: nas representações anteriores a mulher era representada apenas como uma mulher-anjo, uma mulher pecadora e erótica. Essa obra, por outro lado, conta uma realidade diferente: uma mulher determinada, poderosa, autoconfiante e emancipada. A pose da figura feminina refere-se à de Judith de Gustav Klimt, emblema da femme fatale. O arquétipo, porém, é novo, quase revolucionário: é o homem que parece perder a dignidade implorando, rezando, rastejando, esquecendo sua dignidade, procurando seu olhar: a Rainha de Gelo. Este papel, sempre atribuído, na iconografia tradicional anterior, à mulher, também disposta a perder a sua dignidade pelo amor, muitas vezes retratada aos pés da pessoa amada, para sublinhar a sua fraqueza e fragilidade.